# Street Gangs
Street Gangs, plus connu au Japon sous le titre Downtown Nekketsu Monogatari (ダウンタウン熱血物語), ou River City Ransom en Amérique du Nord, est un jeu vidéo de type beat them all développé par Technos Japan sur Nintendo.
Il est porté sur l'ordinateur Sharp X68000, sur Super CD-ROM², puis sur Game Boy Advance en 2004 avec le sous-titre EX.
Le jeu a connu une suite en 2017 sous le titre River City Ransom: Underground.